# Faithful Word Baptist Church
Faithful Word Baptist Church är en församling inom the New Independent Fundamental Baptist Movement i Tempe, Arizona, grundad år 2005 av pastor Steven Anderson.

## Lära
Församlingen anser att King James bibel är Guds ord, och avvisar moderna översättningar. Man tror på treenigheten, Kristi gudomlighet och frälsning enbart genom tro. I enlighet med den baptistiska traditionen tillämpar man dop genom nedsänkning efter en personlig bekännelse. 
Församlingen menar att de kristna kommer att gå igenom vedermödan.
Man avvisar sionismen, och förnekar att Israel skulle ha en särskild profetisk roll. 
Man menar man att homosexuella har avvisat Guds nåd till en sådan grad att de är bortom räddning och inte kan bli frälsta. Församlingen anser vidare att utövad homosexualitet borde vara belagt med dödsstraff.
Församlingen har även avvisat andra kristna inriktningar. Några exempel är kalvinismen, eftersom man menar att Gud vill att alla människor skall bli frälsta. Även den Romersk-katolska, Östortodoxa och Orientalisk-ortodoxa kyrkan har församlingen avvisat, där kyrkorna och dess medlemmar har blivit anklagade för bland annat avgudadyrkan och paganism i och med deras vördnad för Jungfru Maria, helgon och ikoner/statyer.
I en predikan som Anderson höll år 2019 kallade han de som utövar Jesusbönen (östortodoxa) för "hedniska dårar" och galna personer. Han jämförde även bönen med hur buddhister och hinduer ber. Denna predikan väckte efteråt uppmärksamhet bland östortodoxa kristna på internet.

## Kontroverser
Församlingen väckte uppmärksamhet då dess pastor Steven Anderson under en predikan sade att han skulle be för att dåvarande president Barack Obama skulle dö och komma till helvetet.
Faithful Word Baptist Church har klassats som en hatgrupp av Southern Poverty Law Center, för sina skarpa uttalanden mot homosexualitet. Församlingens pastor Steven Anderson har nekats inresa i flera länder av samma anledning.
Församlingens pastor har även anklagats för antisemitism och förintelseförnekelse efter en video publicerade på Youtube. Även andra fundamentalistiska baptister har kritiserat Faithful Word Baptist Church och allierade församlingar för att ofta blanda in konspirationsteorier i sina predikningar.